# Hahnenböhler Kreuz

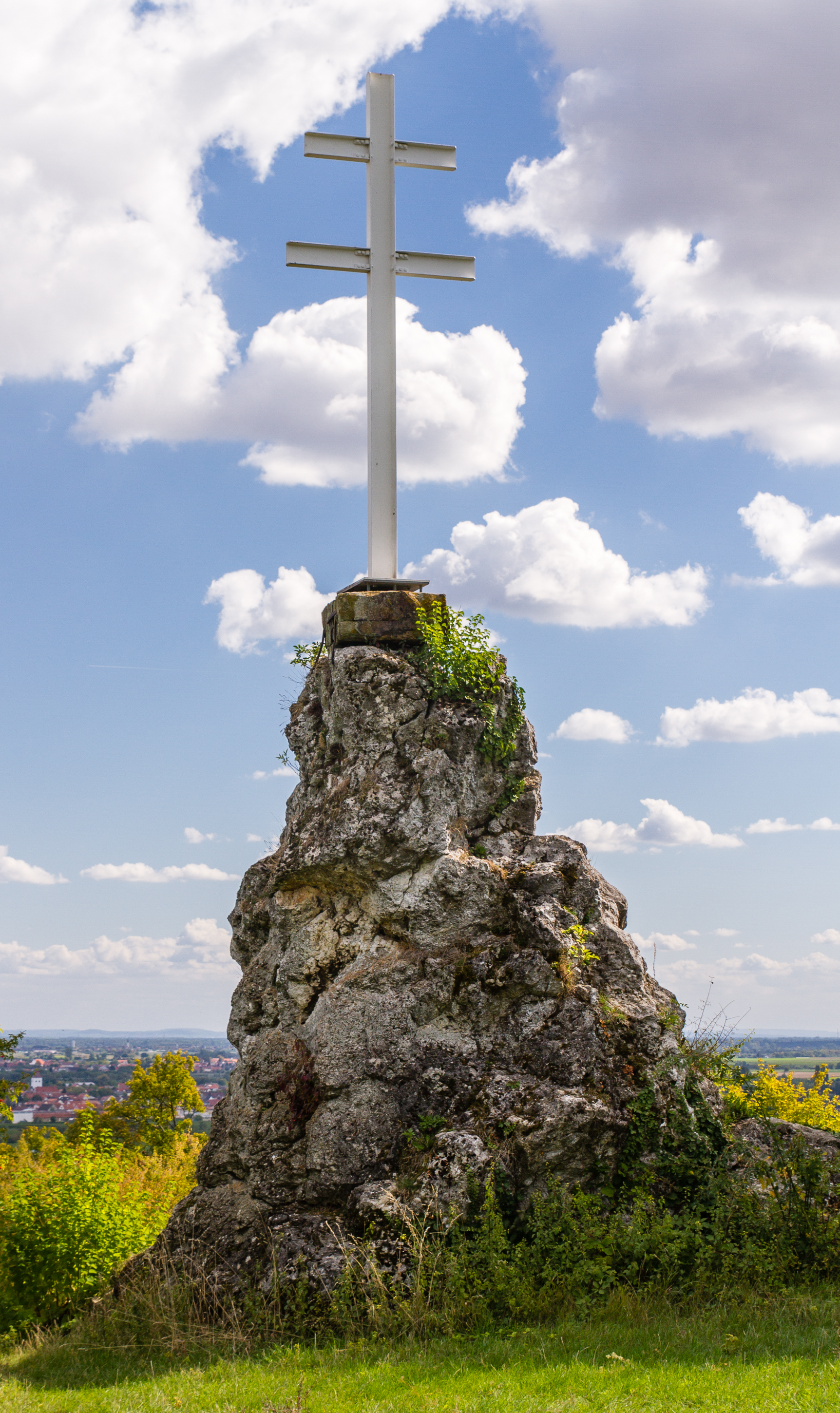
Hahnenböhler Kreuz

Das Hahnenböhler Kreuz auf der Gemarkung der pfälzischen Kleinstadt Deidesheim ist ein eisernes Doppelkreuz, das nach dem Denkmalschutzgesetz des Landes Rheinland-Pfalz als Kulturdenkmal eingestuft ist.

## Beschreibung
Das Flurkreuz steht nördlich von Deidesheim und westlich von Forst an der Weinstraße inmitten von Weinbergen in der Gewann „Hahnenböhl“. Es ist auf einen etwa fünf Meter hohen Kalkfelsen montiert, und es hat eine Höhe von 4,5 Meter. Sein oberer Querbalken hat eine Länge von 1 Meter, der untere Querbalken eine Länge von 1,4 Meter. Es ist weiß angestrichen und weithin sichtbar in der Ebene.
Das Kreuz ist bezeichnet mit dem Christusmonogramm IHS, über dem ein Doppelkreuz steht. Darunter steht „ERI. 1803 ERNET. 1886“.

## Geschichte
Einem Artikel des Dürkheimer Anzeigers vom 6. April 1886 zufolge wurde das Kreuz wenige Tage zuvor anstelle eines hölzernen Vorgängers aus dem Jahr 1803 errichtet. Sowohl das Vorgängerkreuz als auch den Nachfolger ließ die Familie Spindler aufstellen, die aus Forst stammte. Das Kreuz wiegt diesem Artikel nach über acht Zentner und wurde von dem Schlosser Langhäußer aus Deidesheim gefertigt.
Vor 1803 stand vermutlich kein Kreuz auf dem Kalkfelsen, denn er wurde zuvor schon in Güterbeschreibungen der Weinberge als „Hahnböhls Kopf“ oder „Hahnböhls Knopf“ erwähnt; hätte er damals schon ein Kreuz getragen, wäre wohl dieses anstelle des Felsens erwähnt worden.

## Bedeutung
Das Hahnenböhler Kreuz ist ein Wetterkreuz. Diese wurden früher an Wegen Richtung Dorf oder an exponierten Plätzen aufgestellt, um Unheil von Dörfern und Fluren fernzuhalten. Es waren meist sehr hohe Holzkreuze, oft auch Doppelkreuze, von denen man sich besonders wirkungsvolle Abwehrkräfte versprach. Doppelkreuze, deren Form bis in frühchristliche Zeit zurückreicht, waren früher als Amulette oder Andachtsbildchen verbreitet, beispielsweise gab es viele Nachbildungen des Scheyrer Kreuzes, dem man Schutz gegen Krankheiten, Gewitter und Hagel nachsagte. Wetterkreuze sollten den Schutz der kleinen Abbilder auf die ganze Dorfgemeinschaft ausweiten.